# Catedral de Cristo de la Luz (Oakland)
La catedral de Cristo de la Luz  o también como la catedral de Oakland (en inglés: Cathedral of Christ the Light) es la catedral de la Diócesis de Oakland. Está localizada en Oakland, California. Es la sede del obispo de Oakland.
Cristo de la Luz, fue la primera catedral construida en el siglo XXI, sustituye a la Catedral de San Francisco de Sales, por daños irreparables tras el terremoto de Loma Prieta de 1989.
Cristo de la Luz, como una gran catedral, se compone de oficinas de la cancillería del obispo curia, un centro dioceseano de conferencias, la rectoría (residencia de sacerdotes), un centro de salud (que ofrece servicios gratis servicios de diagnóstico a las personas sin seguro de salud), y un mausoleo.
El mausoleo cuenta con doce criptas reservadas para los obispos de Oakland y los sitios de entierro están a disposición de los miembros de la diócesis a un precio comparable a los otros cementerios católicos en la Diócesis. La catedral también alberga una cafetería y una librería, así como una plaza pública y un jardín.

## Historia
Cristo de la Luz fue diseñada por el arquitecto Craig W. Hartman, FAIA de Skidmore, Owings and Merrill. El Catholic Cathedral Corporation of the East Bay, los propietarios de la catedral, eligió a Webcor Builders como el contratista general para la construcción de la catedral.
Originalmente planeada en 2000 bajo la dirección del Obispo John Stephen Cummins empezó a construirse el 21 de mayo de 2005, Cristo de la Luz fue consagrada y dedicada por el Obispo Allen Henry Vigneron el 25 de septiembre de 2008. El Día de Todos los Santos, el 2 de noviembre de 2008, el mausoleo fue dedicado al primer obispo de Oakland, Floyd Lawrence Begin, sus restos fueron enterrados de nuevo en una de sus criptas.
Situada en el 2121 Harrison Street en Oakland, la catedral sirve como la iglesia matriz de aproximadamente 530 000 católicos en los condados de Alameda y Contra Costa.

### Interior de la cripta

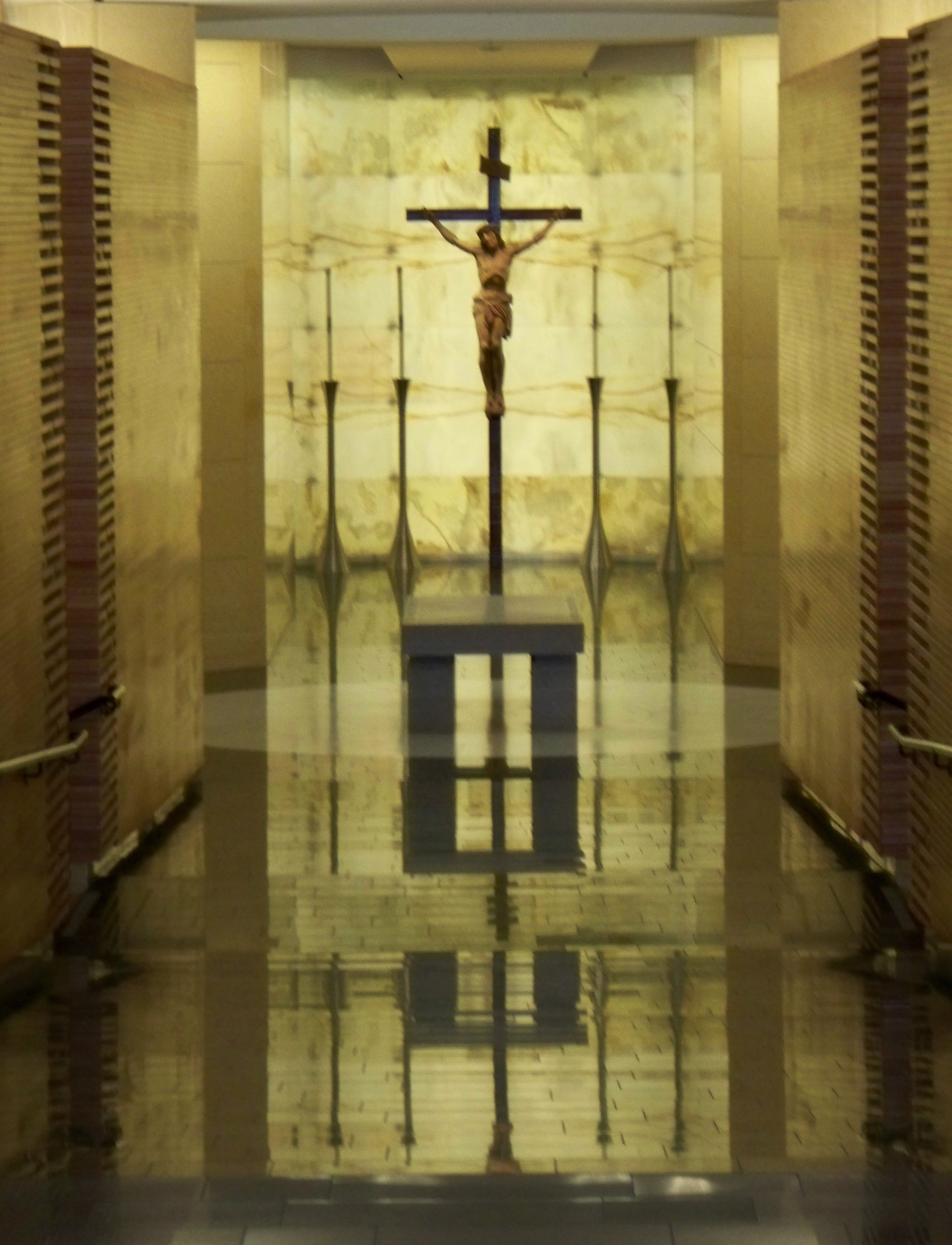
Vista al entrar en la la cripta / mausoleo
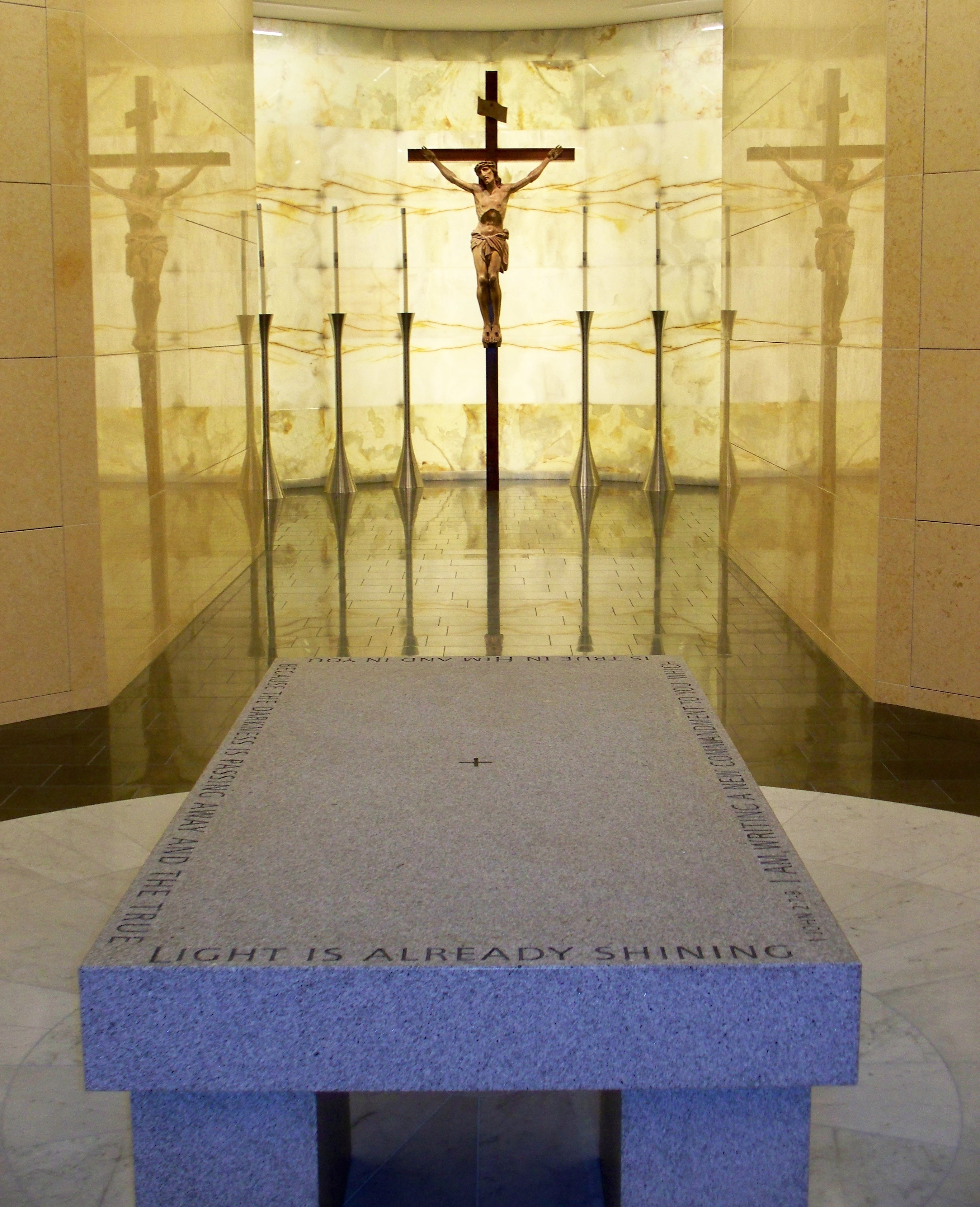
Catafalco en la cripta / mausoleo
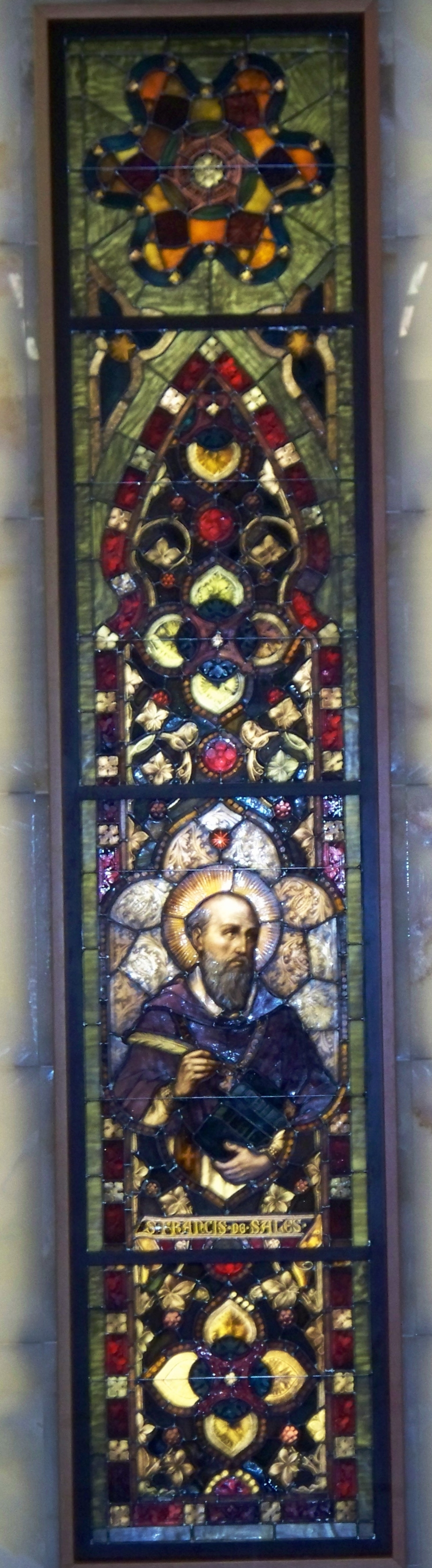
Vidriera en la cripta
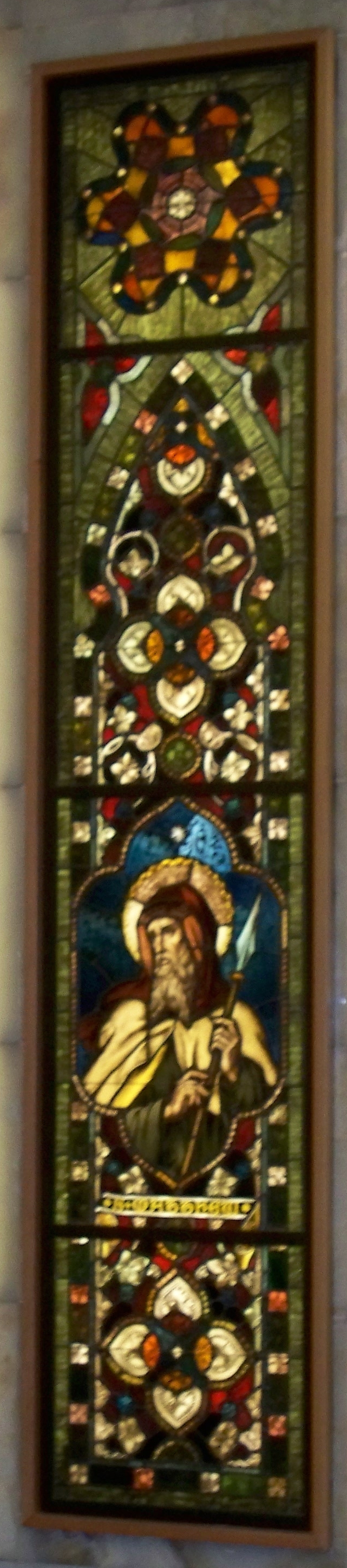
Vidriera en la cripta
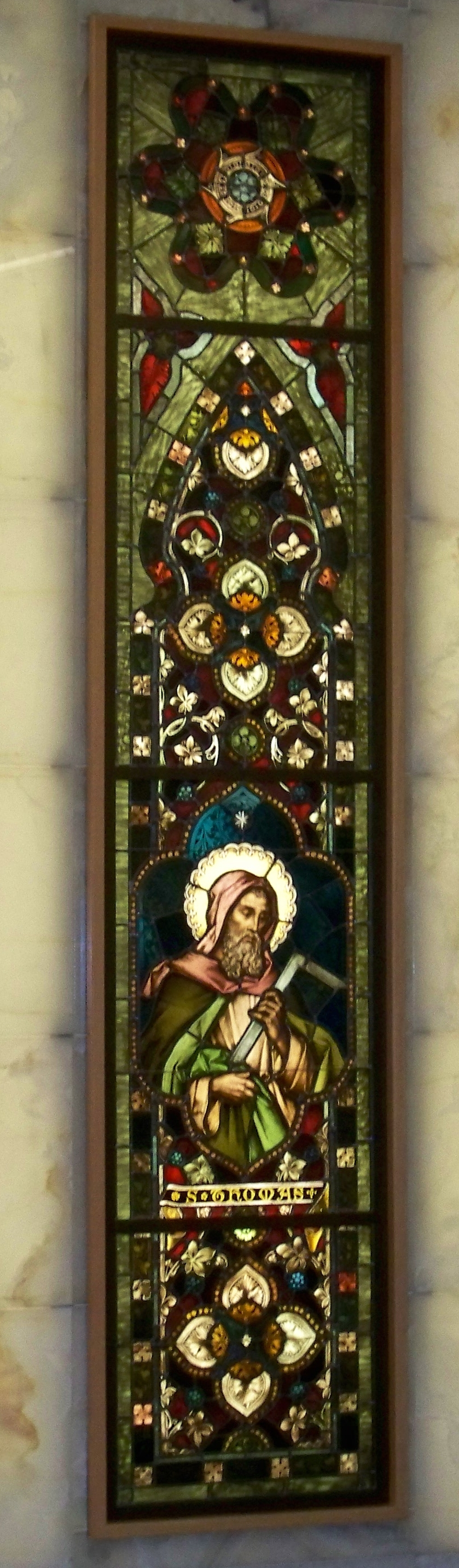
Vidriera en la cripta